# Marosújfalu

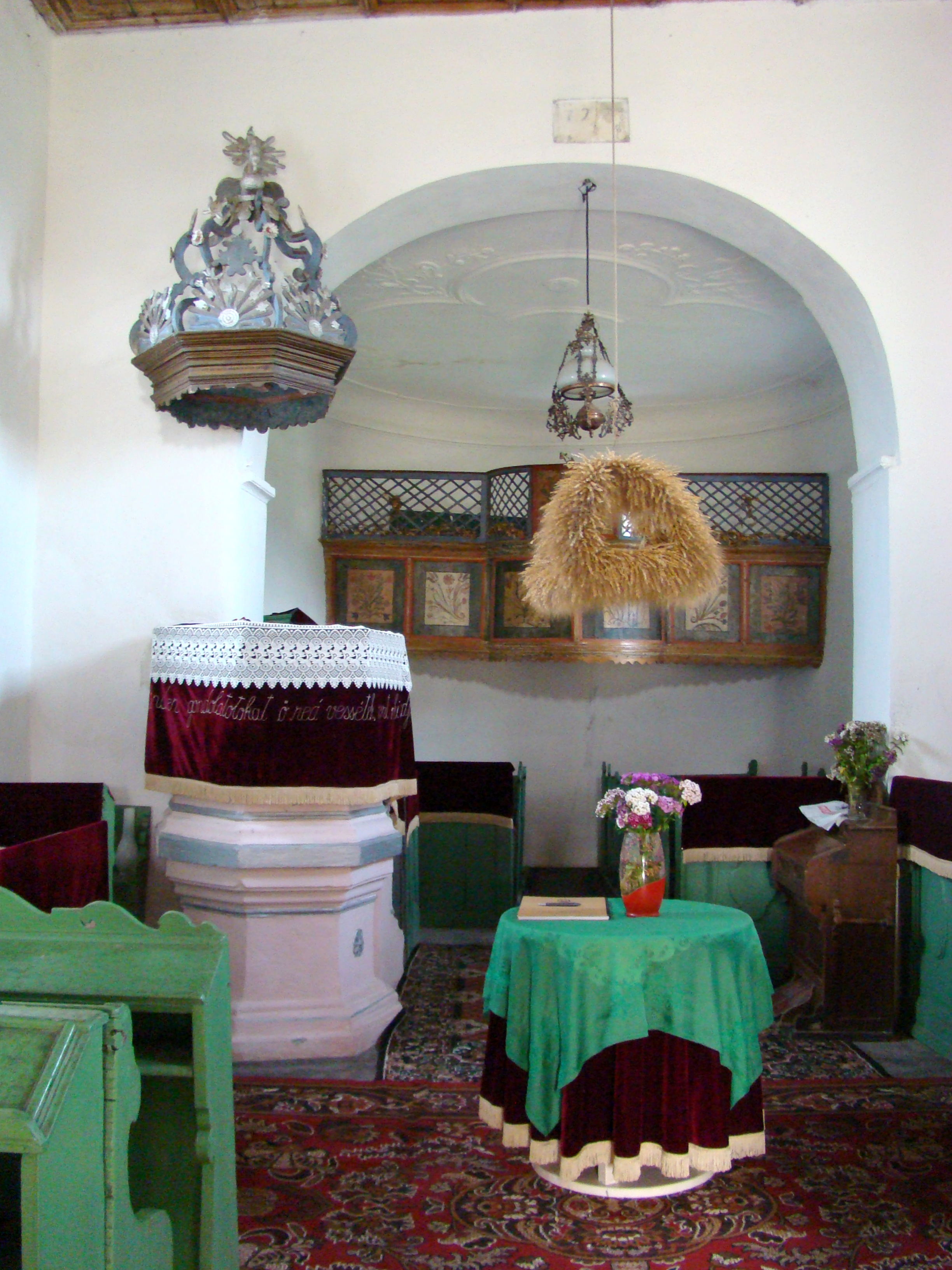

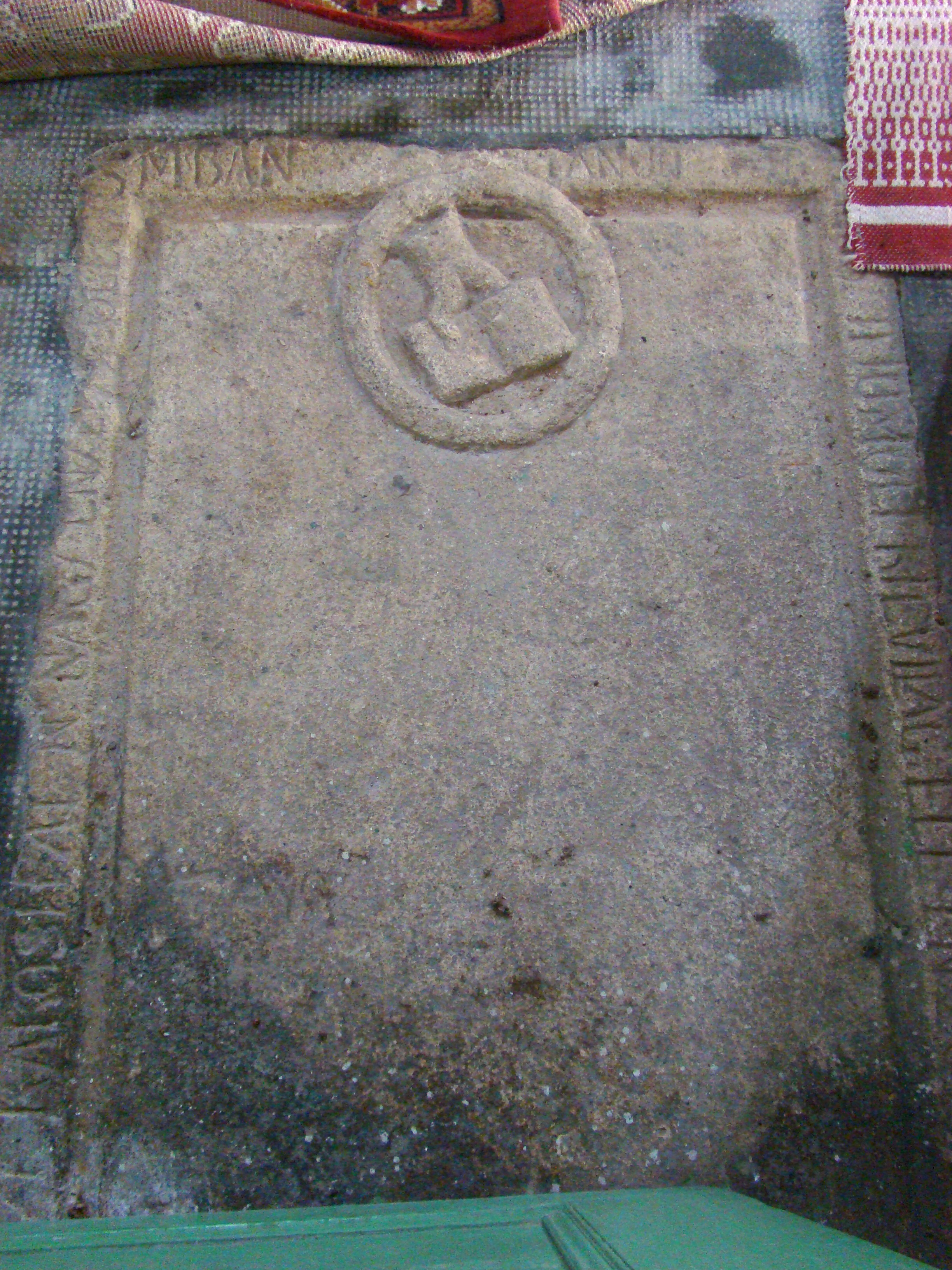

Marosújfalu, 1910-ig Szászújfalu (románul: Uifalău vagy Uifalǎul Sǎsesc) egykori falu Romániában, Erdélyben, Fehér megyében. Ma Tompaháza része.

## Története
Először 1263-ban említették, terra Kend néven. Mai neve – az előtag nélkül – 1319-ben tűnt fel, tehát a 13. század végén vagy a 14. század elején települhetett. 1410-ben még két néven ismerték: Kenthelke alio nomine Ujfalu. Valószínűleg szászokkal népesült be, akik később elmagyarosodtak és református hitre tértek.
A 18. század folyamán még csak kevés román lakta. A század végén magyar jobbágyainak nagy része elköltözött és birtokosai ekkor költöztettek be helyükre románokat.
1912-ben Tompaházához csatolták, amellyel már egyébként is összeépült.

## Népessége
- 1850-ben 288 lakosából 169 volt román, 97 magyar és 22 cigány nemzetiségű; 191 görögkatolikus és 97 református vallású.
- 1900-ban 419 lakosából 297 volt román és 122 magyar anyanyelvű; 298 görögkatolikus, 102 református és 16 római katolikus vallású.

## Látnivalók
- Református templomát lásd Tompaházánál.

## Képek

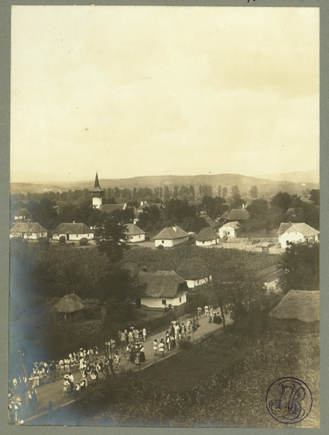
Látkép a 20. század elején (Adler Lipót felvétele)
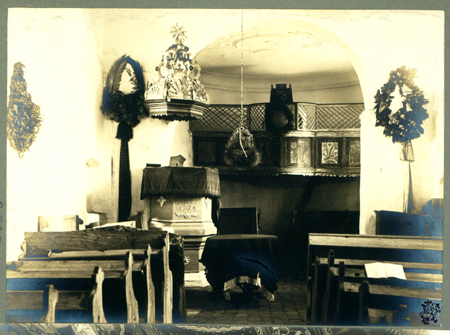
A református templom belseje
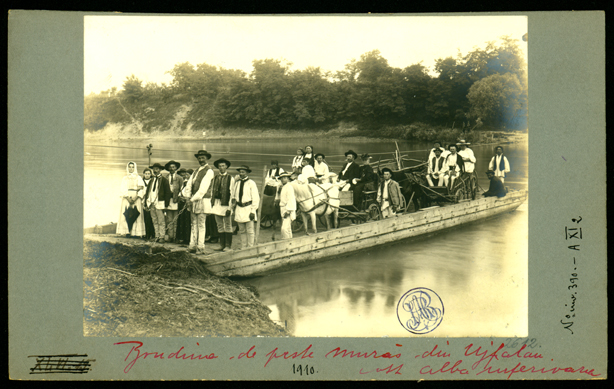
Komp a Maroson
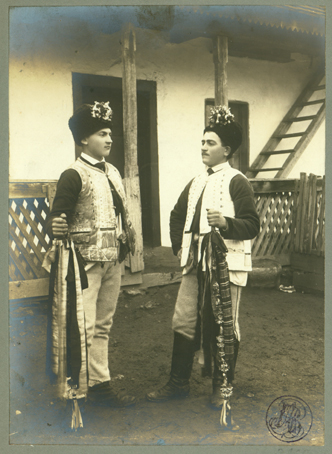
Református magyar vőfélyek
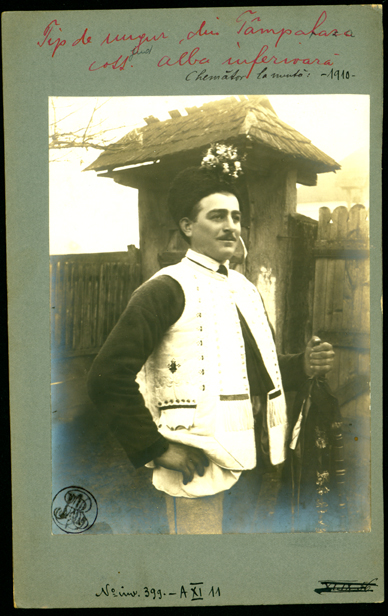
(Adler Lipót felvételei a 20. század elejéről)